# 普賴德角
普賴德角（英語：Cape Pride）是南極洲的海岬，位於南喬治亞群島，處於埃爾塞胡爾灣入口處東部，在1930年由英國研究隊命名，由英國海外領土管轄。